# Days of Future Passed
Ne doit pas être confondu avec Days of Future Past.
Albums de The Moody Blues
The Magnificent Moodies
(1965) In Search of the Lost Chord
(1968)
Days of Future Passed est le 2e album studio du groupe The Moody Blues sorti en 1967 et en CD le 4 octobre 1999.

## Genèse
À la suite du succès éphémère de l'album précédent Go Now et du départ du premier chanteur guitariste Denny Laine et du bassiste Clint Warwick, le groupe s'exilé à Mouscron, en Belgique, pour l'écriture de cet album[réf. nécessaire].
Après le succès de Love and Beauty, Deram Records, une filiale de Decca Angleterre, demande au groupe d'enregistrer une version rock de la Symphonie no 9 de Dvořák, afin de promouvoir son fameux Deramic Sound System (une stéréophonie très élargie) qui fait déjà, mais sous un autre nom, la gloire d'autres artistes et groupes. Le groupe, par l'intermédiaire de son jeune producteur d'alors, Tony Clarke (promu chez Decca-Deram par le patron de Decca à l'époque), préfère retenir l'idée de collaborer avec l'arrangeur Peter Knight sur leurs propres compositions,.

## Un album précurseur
L'album est basé sur un concept : suivre une journée de la vie d'un homme normal, du matin jusqu'au coucher. D'après l'universitaire Christophe Pirenne, il s'agit du « premier concept album indiscutable de l'histoire du rock », et sans doute également de la première collaboration « systématique » entre un groupe de rock et un orchestre symphonique : « C'est en tout cas la première fois qu'un orchestre se voit conférer un rôle qui égale celui des instruments habituels du rock », bien que « l'unité entre le groupe et l'orchestre reste malgré tout très relative ». Cet album fait ainsi des Moody Blues « les initiateurs du courant rock symphonique ». Ian Anderson indiquera par exemple que « l’envie d’intégrer de la musique orchestrale, très tôt, dans [ses] propres compositions, est venu de Days of Future Passed »

## Réception
Si « Nights in White satin » est un grand succès international, l'album connaît un succès modeste, atteignant la 27e place du hit-parade anglais.
Christophe Pirenne indique que Days of Future Passed a soulevé « pas mal de sarcasmes et de commentaires ironiques » à sa sortie, ce qui s'explique à la fois par « le caractère prétentieux que l'on prêtait à leurs associations instrumentales » et par le fait que « la musique du groupe, malgré quelques mélodies superbes, est encore très tributaire des tendances de son époque. Les Moody Blues s'inspirent des Beach Boys pour leurs harmonies vocales (Morning), effectuent un passage obligé par le psychédélisme (The Sun Set), insèrent l'un ou l'autre accompagnement proche du boogie-woogie (la fin de Tuesday Afternoon) et surtout ils restent très conventionnels dans le domaine de l'harmonie et du rythme ».

## Titres

### Face 1
1. The Day Begins: Morning Glory (Knight & The Moody Blues / Edge) – 5:51
2. Dawn: Dawn Is a Feeling (Pinder) – 3:49
3. The Morning: Another Morning (Thomas / Knight) – 3:56
4. Lunch Break: Peak Hour (Lodge / Knight) – 5:29

### Face 2
1. The Afternoon: Forever Afternoon (Tuesday?) / Time To Get Away (Hayward / Knight) – 8:23
2. Evening: The Sunset / Twilight Time (Pinder / Thomas / Knight) – 6:40
3. The Night: Nights in White Satin / Late Lament (Hayward / Edge / Knight) – 7:39

## Musiciens

### The Moody Blues
- Ray Thomas : flûte, piano, percussion, chant
- Mike Pinder : mellotron, piano, tambura, gong, chant
- Justin Hayward : guitares acoustique et électrique, sitar, piano, chant
- John Lodge : basse, chant
- Graeme Edge : batterie, percussions, chant

### Musiciens additionnels
- Peter Knight : arrangements, direction de l'orchestre
- The London Festival Orchestra : cordes et cuivres